# Conspiration de Mellifont
La conspiration de Mellifont (en anglais, Conspiracy of Mellifont) est une révolte de plusieurs abbayes cisterciennes irlandaises, menées par la plus importante de toutes, celle de Mellifont, entre 1216 et 1228.
Cette insurrection est causée par la résistance des moines irlandais à la normalisation souhaitée par le chapitre général cistercien. Cette normalisation se veut, dans l'esprit des abbés, un facteur d'unité de l'ordre. Toutefois, en Irlande, elle est ressentie comme une mise au pas du christianisme irlandais spécifique au pays, et mise en œuvre par les conquérants anglo-normands.
La crise commence en 1216 à Mellifont, quand les moines irlandais chassent les « étrangers » ; la réaction du chapitre général ne se fait pas attendre, et l'abbé irlandais est déposé à son tour. Les évènements prennent de l'ampleur onze ans plus tard, à tel point que tous les abbés de la filiation de Mellifont sont déposés et remplacés par des Anglo-Normands.
En réaction, les nouveaux venus sont molestés. Étienne de Lexington doit intervenir en personne et calmer les esprits. Il finit par avoir gain de cause en 1228. Les abbayes fautives sont alors toutes placées sous la surveillance d'une abbaye anglaise ou galloise, jusqu'en 1274, date à laquelle la filiation de Mellifont est rétablie intégralement.

## Contexte

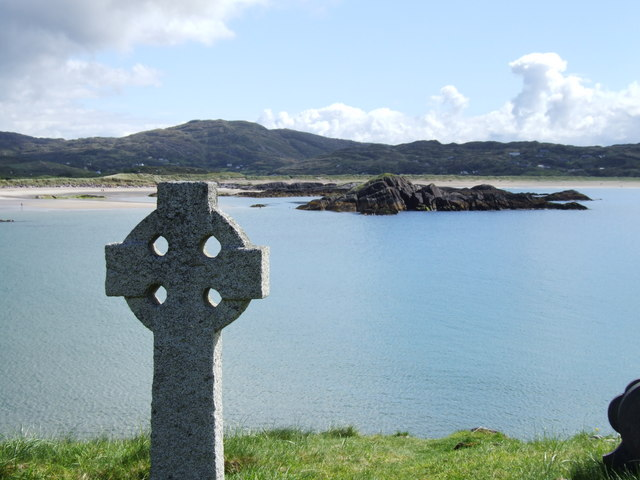
La croix celtique est un des symboles du christianisme irlandais.

Le christianisme irlandais s'appuie fortement sur le monachisme. Ce dernier est très ancien et remonte au moins au VIe siècle. Durant tout le Haut Moyen Âge, il a développé des spécificités propres à l'île. En particulier, le gaélique irlandais est couramment utilisé, non seulement dans la conversation courante, mais aussi dans la liturgie.
Lors de l'invasion normande de l'île, les conquérants anglais brûlent de nombreuses abbayes, comme Inch,, 
Dans d'autres cas, ce ne sont pas les Normands qui sont responsables de la destruction des abbayes, mais leurs ancêtres Vikings au Xe ou au XIe siècle, comme à Comber.
Enfin, il arrive que la fondation n'ait pas été précédée de destructions préalables, comme à Grey, à Duiske.
Les colonisateurs cherchent à se faire pardonner tout en promouvant un monachisme qui a déjà fait ses preuves en Grande-Bretagne et grâce à l'appui duquel ils espèrent accroître leur influence sur l'Irlande.

## Déroulement des évènements

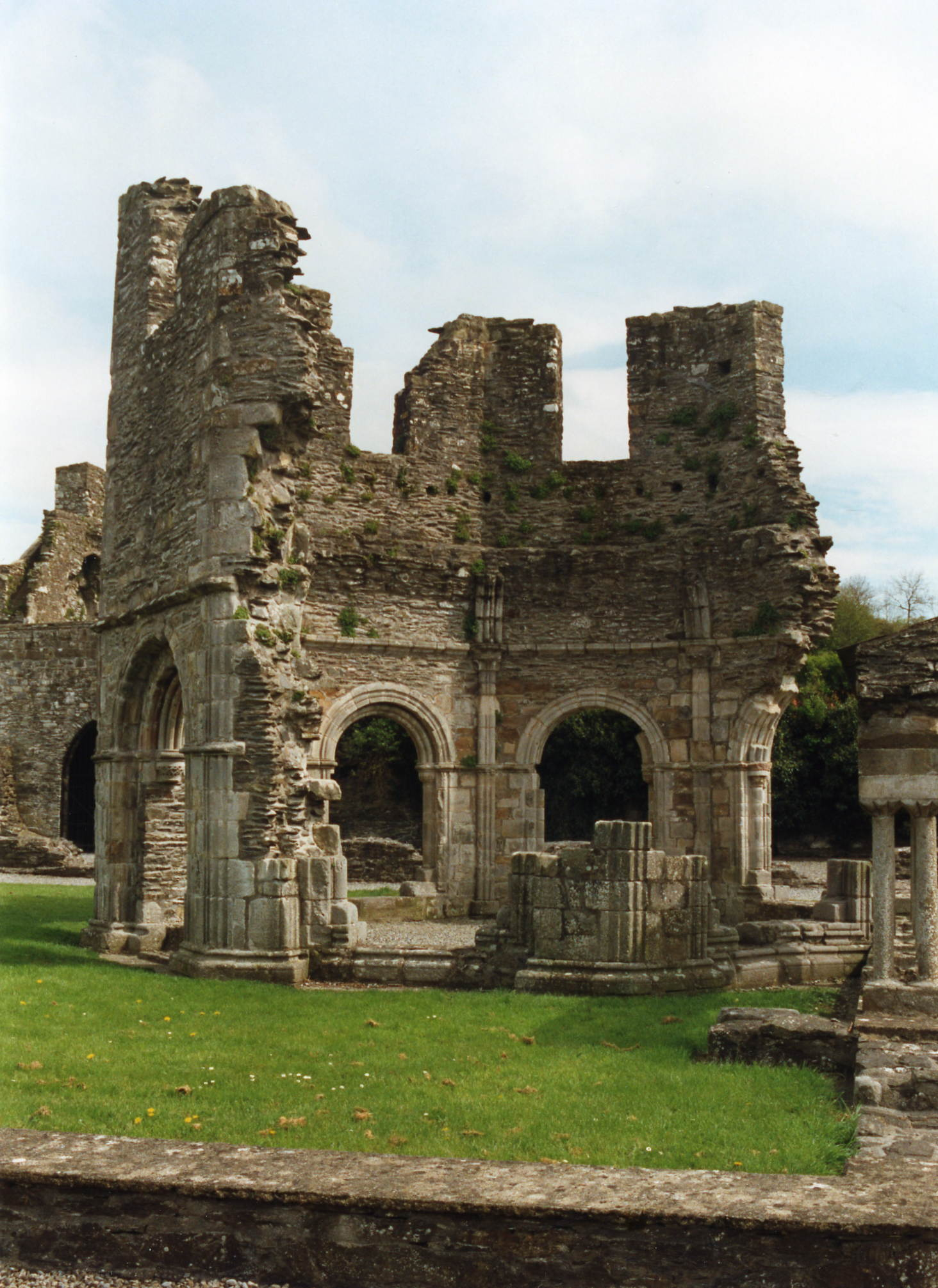
Les ruines de l'abbaye de Mellifont.

Les premières difficultés sont perceptibles à l'abbaye de Mellifont, car c'est celle où le mélange des deux communautés est le plus important. Les moines « français » ou anglais sont perçus par les Irlandais comme destructeurs du monachisme traditionnel irlandais. Ces derniers finissent par chasser les étrangers en 1216, y compris l'abbé Grégoire qui meurt en exil en France.
L'année suivante, le chapitre général cistercien dépose l'abbé Thomas.
En 1227, le chapitre général intervient à nouveau pour réduire l'influence de Mellifont : il impose aux abbayes les plus turbulentes de changer d'abbaye-mère et d'être prises en charge par des abbayes galloises ou anglaises. Le pape Grégoire IX lui-même doit intervenir.
Les deux visiteurs envoyés par l'abbaye primaire de Clairvaux se voient refuser l'entrée dans certains monastères et sont même violemment pris à partie dans d'autres.
Étienne de Lexington, abbé de Stanley et futur abbé de Clairvaux, scandalisé, se rend lui-même dans toutes les abbayes impliquées pour rétablir l'ordre, pacifier les insurgés et instaurer une paix durable. Il constate à cette occasion qu'en dehors de l'habit cistercien tous les usages de l'ordre se sont perdus dans les abbayes rebelles : « Nam in abbiciis Hiberniae censura et ordo noster excepto habito vix in aliquo seruabitur ».

## Conséquences
Une des conséquences notables de l'échec de la conspiration est la réduction provisoire du rôle central joué par l'abbaye de Mellifont dans le monachisme cistercien irlandais. Initialement, celle-ci avait une prééminence, sinon de droit, du moins de fait, sur toutes les autres abbayes bernardines irlandaises. Mais la fin de la conspiration implique une fragmentation de la filiation des abbayes de l'île. Ainsi, Monasteranenagh se voit rattacher à Margam, Kilbeggan à Buildwas, Inislounaght et Baltinglass à Furness,,  ou Boyle directement à Clairvaux.
Douze nouveaux abbés sont proposés par Étienne de Lexington en remplacement de tous les abbés impliqués, qu'il dépose.
En 1274, jugeant que les abbayes irlandaises se sont assagies, le chapitre général rétablit intégralement la filiation initiale de Mellifont.